# Mann (rango militar)

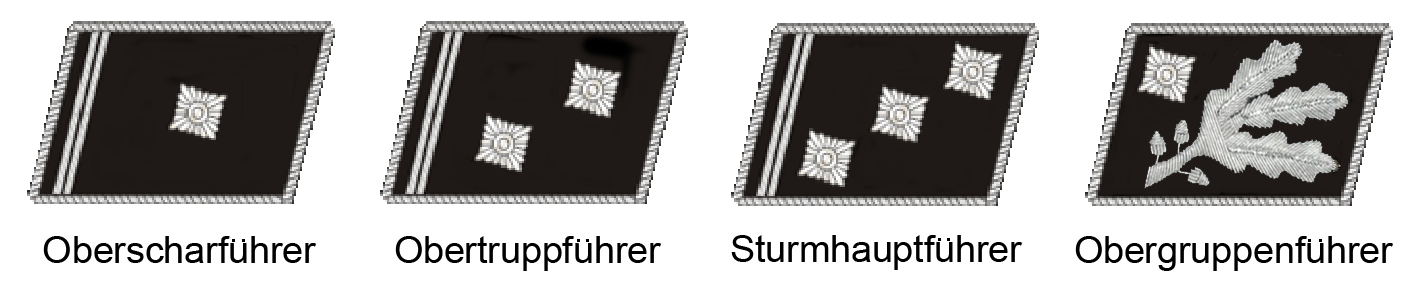
Algunas insignias de las SS.

Mann (en alemán: "hombre" o "masculino") fue un rango militar utilizado por varias organizaciones militares vinculadas al Partido Nacionalsocialista Obrero Alemán entre 1925 y 1945. El rango se asocia con mayor frecuencia a las SS, y también como un rango de las SA, donde Mann era el rango más bajo y era el equivalente a soldado raso.
En 1938 con el aumento de las SS-Verfügungstruppe (que más tarde pasaron a llamarse Waffen-SS), las SS cambiaron el rango de SS-Mann a Schütze, aunque aún conservaba el rango original de SS-Mann para las Allgemeine-SS (SS General ). El rango de Mann fue menor que el de SS-Sturmmann.
En la mayoría de las organizaciones comprometidas al Partido Nazi, el rango de Mann no tenía ninguna insignia distintiva. Sin embargo, algunos grupos otorgaron una forma menor de insignias de rango, como un parche de cuello en blanco o una hombrera simple vacía para indicar el rango de Mann. (ver a la derecha: patrón de insignia de rango de las SS desde 1933)
Incluso rangos más bajos, como por ejemplo el de Bewerber, Jungmann, Anwärter, Vollanwärter, se establecieron a mediados de la década de 1930 como una posición de recluta o candidato, ocupada por un individuo que buscaba una oportunidad como Mann en una organización militar del Partido Nacionalsocialista.

## Insignia

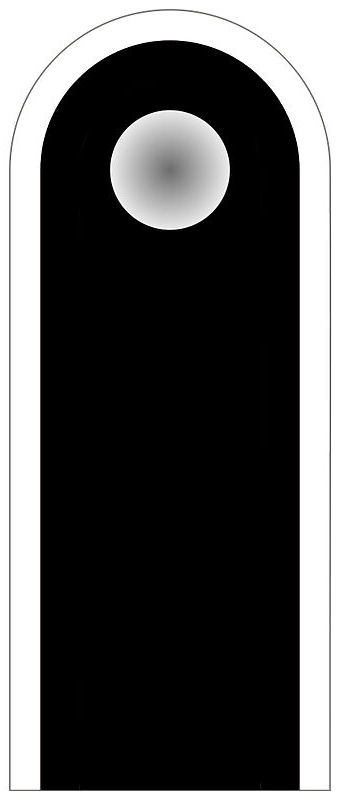
Hombrera de un SS-Mann (de las Allgemeine SS) y un SS-Schütze (de las Waffen-SS).
SS-Mann/SS-Schütze, parche de cuello (1940-1945).
Parche de cuello de las SA
Parche de cuello del RBL (Luftschutztruppmann)
Parche de cuello de la NSFK.
Parche de cuello del NSKK
Parche de cuello del RAD (Arbeitsmann)
Hombrera de la TeNo
Hombrera del Postschutz (Postschutzmann)

| Estado de candidato - SS-Bewerber (Staffel-Bewerber) - SS-Jungmann (Staffel-Jungmann) - SS-Anwärter (Staffel-Anwärter) - SS-Vollanwärter (Staffel-Vollanwärter) | 1.er rango de las Allgemeine SS SS-Mann | 2.º rango no equivalente | 3.er rango SS-Sturmmann |
| Voluntario para las Waffen-SS - SS-Bewerber (Staffel-Bewerber) - SS-Jungmann (Staffel-Jungmann) - SS-Anwärter (Staffel-Anwärter)                                | 1.er rango de las Waffen-SS SS-Schütze  | 2.º rango SS-Oberschütze | 3.er rango SS-Sturmmann |
| Estado de candidato SA-Anwärter | 1.er rango de las SA SA-Mann            | 2.º rango no equivalente | 3.er rango SA-Sturmmann |
| Persona apta para el servicio militar Heer | 1.er rango del Heer Soldado             | 2.º rango Oberschütze    | 3.er rango Gefreiter    |